# Ciao Gulliver
Pour plus de détails, voir Fiche technique et Distribution.
Ciao Gulliver est un film dramatique italien réalisé par Carlo Tuzii (it) et sorti en 1970.

## Fiche technique
- Titre original : Ciao Gulliver[1]
- Réalisateur : Carlo Tuzii (it)
- Scénario : Carlo Tuzii (it), Barbara Alberti, Amedeo Pagani (it), Antonello Campodifiori (it), Aldo Nicolaj (it), Rossana Mattioli
- Photographie : Marcello Gatti
- Montage : Carlo Tuzii (it)
- Décors et effets spéciaux : Antonio Visone
- Costumes : Rosalba Menichelli
- Musique : Piero Piccioni
- Trucages : Mauro Gavazzi
- Production : Franca Franco
- Société de production : Pont Royal Film TV
- Pays de production :  Italie
- Langue de tournage : italien
- Format : Couleur par Eastmancolor - Son mono - 35 mm
- Durée : 90 minutes (1h30)
- Genre : Drame
- Dates de sortie :
  - Italie : 14 novembre 1970

## Distribution
- Lucia Bosè : Evelyne
- Antonello Campodifiori (it) : Daniele
- Sydne Rome : Gloria
- Lorenzo Piani : l'ami
- Marco Ferreri : le prédicateur
- Lea Padovani : la femme
- Enrico Maria Salerno : le patron de Daniele
- Roy Bosier :